# 死亡约会
死亡约会（Appointment with Death）是英国作家阿加莎·克里斯蒂创作的侦探小说，它于1938年5月2日由柯林斯犯罪俱乐部在英国初版，同年晚些时候在美国由多德、米德和公司出版。

## 情节
老博因顿夫人一家来到中东地区旅行，带着她的继子伦诺克斯（及妻纳丁）、雷蒙德，继女卡罗尔，以及小女儿吉尼弗拉。小说开头，波洛便在耶路撒冷听到了雷蒙德和卡罗尔的谈话，他们准备除掉老夫人，她接管了丈夫埃尔默的全部遗产，并对整个家庭进行独裁统治。同行人里有法国大夫杰勒德、对纳丁怀有友谊的美国人杰斐逊·科普、爱上了雷蒙德的护士萨拉·金、驰骋英国政界的韦斯特霍姆勋爵夫人等人。
萨拉曾经鼓动卡罗尔反抗老夫人的统治，但被拆穿，并听到老夫人说，永远不会忘记某个面孔。纳丁也鼓动丈夫和她一起逃离，但伦诺克斯迟迟没有勇气答应。小女儿吉尼有受迫害妄想狂，声称自己是受到追杀的王室成员。一行人到达沙漠古城佩得拉后，一直被肃杀的气氛笼罩，直到老夫人的尸体在红色峭壁中被萨拉发现，她的手腕上有一个微小针孔。
波洛应卡伯里上校的邀请介入了调查。他询问了一众当事人，得知杰勒德丢失了一个注射器，伦诺克斯4：35和老太太交谈后回到营地，纳丁约4：50离开婆婆去大帐篷，5：10卡罗尔回营地，而当萨拉6：30发现尸体的时候，人已经死了至少一个半小时。博因顿家的人互相遮遮掩掩，比如伦诺克斯就试图隐瞒回营地时间。因为老太太是精神虐待狂，大家都因她的死感到解脱。
最终，波洛通过心理分析，揭示了事情的真相。老夫人无法控制自己的权力欲。她寻找新的猎物，认出韦斯特霍姆勋爵夫人曾是自己在监狱当看守时关押过的罪犯。勋爵夫人假扮贝都因人在杰勒德的帐篷偷了注射器和毒药，趁老夫人打盹谋杀了她，并令皮尔斯小姐等人相信老夫人。真相揭露后，勋爵夫人饮弹自尽。
小说结尾，吉尼成为了杰出的演员，杰斐逊和卡罗尔，雷蒙德和萨拉走到了一起。

## 文学意义与接受
西蒙·诺威尔-史密斯在1938年5月7日的《泰晤士报文学增刊》上发表评论说：“波洛的许多作风已经被时间所磨平，但他的技巧却并未打折。他对家庭、心理学家和集体内其他少数人的洞察，他从半真半假和矛盾中筛选真相，他将嫌疑人混成一体，然后逐步排除每个人的嫌疑，这些都是克里斯蒂夫人最出色的风格。只是解决方案显得平淡无奇，令人失望。” 
在1938年9月11日的《紐約時報書評》中，凯·欧文(Kay Irvin) 写道：“即使阿加莎·克里斯蒂一篇不那么突出的小说，也能凭借对悬念的巧妙处理吸引读者。《死亡约会》确实没有发挥阿加莎的全部水平：事实上，它几乎是所有波洛神秘故事中最不可靠和最令人失望的。它以连篇累牍的心理对话呈现了一个被虐待狂女家长折磨的家庭，几乎完全缺乏情节。然而，当心狠手辣的老暴君最终被谋杀，波洛审视嫌疑人时，人们会怀着真诚的兴趣追随那些线索，尽管它们平淡无奇。” 